# Накаґава (Фукуока)
Накаґава (яп. 那珂川市, なかがわし, накаґава-ші) це місто у префектурі Фукуока, Японія Воно було засновано 1 жовтня 2018 року, це найновіше місто у Японії.
Приблизне населення міста становить 50 444 особи, а густота населення – 670 осіб на км 2. Загальна площа 74,95 км².  Він з’єднаний зі станцією Хаката, район Хаката (місто Йокогама) 8-хвилинною поїздкою на сінкансені.